# Más (Run)
"Más (Run)" es el nombre del primer sencillo de la cantante sudafricana Brequette Cassie, un medio tiempo de corte internacional con el que intentó representar a España en el Festival de la Canción de Eurovisión 2014. La canción salió a la luz el 6 de febrero de 2014.

## Composición
Brequette participó en la preselección Mira quién va a Eurovisión de la mano de un equipo experto en el Festival de Eurovisión, formado por Tony Sánchez (autor del "Quédate conmigo" y productor del último disco de Pastora Soler, así como compositor de temas para Marta Sánchez y Auryn, y Tomas G:son, autor musical de "Euphoria", canción ganadora de Eurovisión 2012 y cantada por Loreen. El equipo artístico lo completa Francis Viñolo, director de puesta en escena y coreografías.
Más (Run) es un medio-tiempo compuesto en inglés y castellano, pero sin mezclar los dos idiomas entre sí. En él, se cuenta la historia de un amor que ella dejó ir y al que está determinada a volver. 

## Acogida entre el público
Más (Run) debutó en el octavo puesto de las ventas en España. 
Además, la cantante consiguió un estupendo cuarto puesto en iTunes.
Debido al éxito de este primer sencillo, Brequette anunció que el videoclip de "Más (Run)" saldría a la luz el mismo mes de junio.
Posteriormente, Brequette anunció que el videoclip de "Más (Run)" sería reemplazado por su nuevo sencillo, "Puzzle Together".
- Datos: Q20017268